# Молчанов, Андрей Иванович
Андрей Иванович Молча́нов (1765, Барнаул — 8 августа 1824, там же) — русский архитектор.

## Биография
Сын солдата. В 1771 году поступил на службу при Колывано-воскресенских заводах на Алтае. В течение пяти лет состоял в учениках сначала плотника, потом механика, затем маркшейдера. В 1786 году колыванский губернатор Г. С. Качка направил Молчанова в Санкт-Петербург на обучение к итальянскому архитектору Антонио Порта (по другим данным — в Императорскую Академию художеств).
В 1790 году Молчанов вернулся в Барнаул, был произведён в чин унтер-шихтмейстера 3 класса и назначен архитектором Барнаульского завода.
Осуществлял каменное строительство в Барнауле и других рудниках и заводских поселках Алтая. В январе 1824 года вышел в отставку по состоянию здоровья и 8 августа того же года скончался. Похоронен в Барнауле на Нагорном кладбище (могила не сохранилась).

## Проекты и постройки
- 1793—1794 — Горная аптека. Барнаул, улица Ползунова, 42  памятник архитектуры (федеральный);
- 1816 — церковь в Змеиногорском руднике (не сохранилась);
- 1819—1824 — Барнаульский инструментальный магазин, Барнаул, улица Ползунова, 39  памятник архитектуры (федеральный);
- 1819—1824 — Ансамбль Демидовской площади, Барнаул.
- Канцелярия Колывано-Воскресенского завода, Барнаул, улица Ползунова, 39  памятник архитектуры (федеральный).